# Salix macilenta
Salix macilenta är en videväxtart som beskrevs av Anderss.. Salix macilenta ingår i släktet viden, och familjen videväxter. Inga underarter finns listade i Catalogue of Life.